# Taipei chinois aux Jeux olympiques d'été de 2004
Taïwan a participé aux Jeux olympiques d'été de 2004 à Athènes sous le nom de Chinese Taipei (Taipei chinois). Les 88 athlètes représentant ce pays prirent part aux épreuves dans quatorze sports. La délégation a remporté cinq médailles dont deux en or, deux en argent et une en bronze.
Depuis 1979, Taïwan prend part aux Jeux olympiques sous le nom de « Taipei chinois », et non pas sous celui de république de Chine. Ainsi, la participation du Taipei chinois aux Jeux olympiques de Pékin ne contredit pas la politique d'une seule Chine, et la république populaire de Chine ne s'y oppose pas. Comme lors des Jeux précédents, le drapeau de la république de Chine ne fut pas employé. Les deux athlètes ayant remporté une médaille d'or ont eu droit à l'hymne du drapeau national de la république de Chine lors de la cérémonie des médailles.

## Médailles
La délégation a remporté deux médailles en taekwondo féminin et masculin avec Chen Shih-hsin et Chu Mu-Yen, une médaille d'argent en taekwondo masculin avec Huang Chih-Hsiung, une médaille d'argent en tir à l'arc masculin par équipe (Chen Szu-Yuan, Liu Ming-Huang, Wang Cheng-Pang), une médaille de bronze en tir à l'arc féminin par équipe (Chen Li-Ju, Wu Hui-ju, Yuan Shu-Chi).